# Colombé-la-Fosse
Colombé-la-Fosse és un municipi francès situat al departament de l'Aube i a la regió del Gran Est. L'any 2007 tenia 220 habitants.

## Demografia

### Població
El 2007 la població de fet de Colombé-la-Fosse era de 220 persones. Hi havia 84 famílies de les quals 16 eren unipersonals (16 homes vivint sols), 20 parelles sense fills, 36 parelles amb fills i 12 famílies monoparentals amb fills.
La població ha evolucionat segons el següent gràfic:
Habitants censats

### Habitatges
El 2007 hi havia 112 habitatges, 85 eren l'habitatge principal de la família, 13 eren segones residències i 14 estaven desocupats. 110 eren cases i 2 eren apartaments. Dels 85 habitatges principals, 71 estaven ocupats pels seus propietaris, 7 estaven llogats i ocupats pels llogaters i 7 estaven cedits a títol gratuït; 6 tenien dues cambres, 9 en tenien tres, 16 en tenien quatre i 54 en tenien cinc o més. 57 habitatges disposaven pel capbaix d'una plaça de pàrquing. A 40 habitatges hi havia un automòbil i a 39 n'hi havia dos o més.

### Piràmide de població
La piràmide de població per edats i sexe el 2009 era:
| Homes | Edats   | Dones |
| ----- | ------- | ----- |
| 0     | 95 o +  | 0     |
| 0     | 90 a 94 | 0     |
| 0     | 85 a 89 | 0     |
| 0     | 80 a 84 | 4     |
| 4     | 75 a 79 | 4     |
| 4     | 70 a 74 | 4     |
| 4     | 65 a 69 | 4     |
| 0     | 60 a 64 | 0     |
| 8     | 55 a 59 | 0     |
| 8     | 50 a 54 | 16    |
| 16    | 45 a 49 | 12    |
| 16    | 40 a 44 | 12    |
| 8     | 35 a 39 | 4     |
| 8     | 30 a 34 | 12    |
| 8     | 25 a 29 | 8     |
| 0     | 20 a 24 | 8     |
| 20    | 15 a 19 | 16    |
| 16    | 10 a 14 | 4     |
| 12    | 5 a 9   | 12    |
| 4     | 0 a 4   | 8     |

## Economia
El 2007 la població en edat de treballar era de 136 persones, 109 eren actives i 27 eren inactives. De les 109 persones actives 106 estaven ocupades (55 homes i 51 dones) i 4 estaven aturades (4 dones i 4 dones). De les 27 persones inactives 6 estaven jubilades, 12 estaven estudiant i 9 estaven classificades com a «altres inactius».

### Ingressos
El 2009 a Colombé-la-Fosse hi havia 84 unitats fiscals que integraven 221 persones, la mediana anual d'ingressos fiscals per persona era de 22.513 €.

### Activitats econòmiques
Dels 5 establiments que hi havia el 2007, 2 eren d'empreses alimentàries, 1 d'una empresa de fabricació d'altres productes industrials, 1 d'una empresa de construcció i 1 d'una empresa immobiliària.
L'únic servei als particulars que hi havia el 2009 era un electricista.
L'únic establiment comercial que hi havia el 2009 era una fleca.
L'any 2000 a Colombé-la-Fosse hi havia 34 explotacions agrícoles que ocupaven un total de 100 hectàrees.

## Equipaments sanitaris i escolars
El 2009 hi havia una escola maternal integrada dins d'un grup escolar amb les comunes properes formant una escola dispersa.

## Poblacions més properes
El següent diagrama mostra les poblacions més properes.